# Livgeding
Livgeding (tyska Leibgedinge) kallades i äldre tid de gods och landområden i ett kungadöme eller furstedöme, som anvisades en änkedrottning till underhåll för hennes livstid. De innehades som län under kronan, men förvaltades av innehavaren efter eget gottfinnande. Det har inte alltid gjorts skillnad på livgeding och morgongåva, särskilt inte om den senare verkligen kom att brukas av drottningen som änka. Ett begrepp för drottningar som levt på livgeding är franskans reine douairé.